# Perkpolder
Perkpolder is een buurtschap in de Nederlandse gemeente Hulst in Zeeuws-Vlaanderen dat bekendheid verwierf als afvaartpunt van de veerdienst Kruiningen-Perkpolder. De veerboot verbond zo Zeeuws-Vlaanderen met Zuid-Beveland. Tegenwoordig is een gedeelte ontpolderd en is een ander deel opgehoogd: daar wordt het dorp Waterzande gebouwd. 

## Polder
De buurtschap is vernoemd naar de polder waarin ze is gelegen. Deze polder werd ingedijkt omstreeks 1210, en heette oorspronkelijk Besloten Noorthofpolder, later werd dit Paerkpolder of Perkpolder. Deze polder, die 166 ha oppervlakte heeft, kent een tweetal kilometer zeewering. Door de nabijheid van de Schaar van Ossenisse, een diepe geul in de Westerschelde, was de kust gevoelig voor dijkval. In 1841 werd daarom voor de kust een strekdam van 1 km lengte aangelegd, waarvan de helft snel verloren ging. De resterende dam van 500m staat bekend als de Scharrendam. Tussen 1865 en 1873 werden tussen de Scharrendam en de veerhaven nog een zevental kleinere strekdammen aangelegd.

## Veerhaven

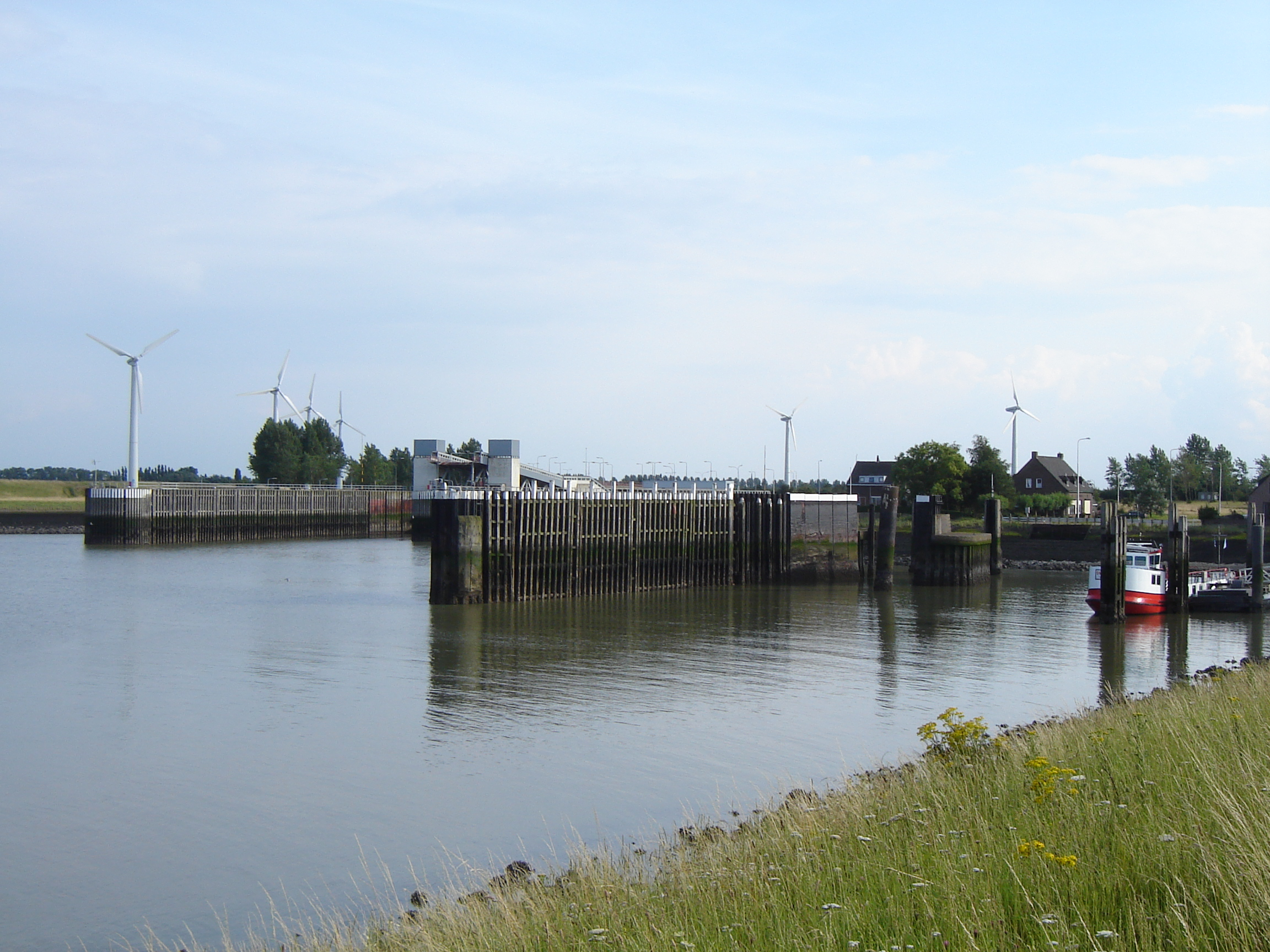
Veerhaven Perkpolder

Op 22 mei 1828 werd in Zeeland begonnen met een geregelde dienstregeling voor veerboten over de Westerschelde. De Provinciale Stoombootdiensten in Zeeland (PSD) onderhielden de veerdienst van Hansweert naar Walsoorden. Eind jaren 30 werd besloten een nieuwe veerhaven aan te leggen in Perkpolder.
Op 6 augustus 1940 werd de veerhaven geopend en zo werd de veerdienst Hansweert-Perkpolder. Pas vanaf 1943 voer de veerboot van Perkpolder naar Kruiningen toen ook aldaar de nieuwe veerhaven in gebruik werd genomen.
In 1968 werd de veerdienst als eerste in Nederland geschikt gemaakt voor dubbeldeksveerboten. In 1970 kwam ook de tweede dubbeldeksveerboot in dienst waardoor de veerdienst een van de modernste van het land werd.
Op 15 maart 2003 kwam een einde aan de veerdienst door de ingebruikneming van de Westerscheldetunnel. Het veer Kruiningen-Perkpolder werd opgeheven; het veer Vlissingen-Breskens werd een voetveer. Tussen 2005 en 2024 voer er in de zomermaanden juli en augustus vanaf Perkpolder een toeristisch fiets- en voetveer naar Hansweert.
Momenteel worden er plannen uitgevoerd voor een ruimtelijke herinrichting van het gebied, dat inmiddels Waterzande heet. De gemeente wil in Perkpolder voorzieningen als een jachthaven, een hotel en woningen faciliteren en de buiten- en binnendijkse natuurwaarden versterken.
Stad: Hulst

Dorpen: Clinge · Graauw · Heikant · Hengstdijk · Kapellebrug · Kloosterzande · Kuitaart · Lamswaarde · Nieuw Namen · Ossenisse · Sint Jansteen · Terhole · Vogelwaarde · Walsoorden

Buurtschappen: Absdale · Baalhoek · Boschkapelle · Catalijnenweg · Delft · Drie Hoefijzers · Duivenhoek · De Eek · Emmadorp · Fluitershoek · Groenendijk · Halfeind · Hoefkesdijk · Hoek en Bosch · 't Hoekje · 't Jagertje · Kalverdijk · Kampen · Kamperhoek · Keizerrijk · De Knapaf/Droogedijk · Knuitershoek · Koelewei · Koningsdijk · De Kraai · Krabbenhoek · Kreverhille · Kruisdorp · Kruispolderhaven · Kruisweg · Het Lammetje · Luntershoek · Margret · Margretschedijk · Molenhoek · Molenhoek · Muggenhoek (deels) · Noordstraat · Het Oliekot · Oostdijk · Ossenhoek · Oude Kaai · Oudemolen · Oude Stoof · Paal · Patrijzendijk · Patrijzenhoek · Pauluspolder · Perkpolder · Prosperdorp · De Rape · Roskam · Roverberg · Ruischendegat · Rustwat · Saswijk · Schapershoek · Scheldevaartshoek · Schuddebeurs · Sluis/Drie Gezusters · Statenboom · Stoppeldijk (Rapenburg) · Stoppeldijkveer (deels) · Strooienstad · Tasdijk · Tragel · Verkorting · Vijfhoek · Vogelfort · Walenhoek · Zandberg · Zeedorp · Zeegat

Historische plaatsen: Boerenmagazijn · Eekenissepolder · Klein Kuitaart · Tivoli · Vitshoek

Zeeland: Steden en dorpen in Zeeland      Nederland: Provincies · Gemeenten